# Insolvenzplan
Der Insolvenzplan im deutschen Recht ist ein Sanierungsplan im Rahmen eines Insolvenzverfahrens. Er dient dazu, ein Unternehmen in einem Insolvenzverfahren als solches zu erhalten und orientiert sich an den spezifischen Anforderungen der Insolvenzordnung. Konkret ist der Insolvenzplan in den §§ 217–269 InsO geregelt.
Der Insolvenzplan tritt seit Januar 2021 in Wettbewerb zum Restrukturierungsplan nach dem Unternehmensstabilisierungs- und -restrukturierungsgesetz (StaRUG), mit dem der Gesetzgeber die europäische Richtlinie über Restrukturierung und Insolvenz umgesetzt hat.

## Aufbau
Der Insolvenzplan selbst setzt sich aus zwei Teilen zusammen: dem darstellenden und dem gestaltenden Teil. In bestimmten Fällen sieht die InsO zudem verpflichtend Anlagen zum Insolvenzplan vor, wobei auch freiwillig weitere Anlagen möglich sind.

### Darstellender Teil
Der darstellende Teil beschreibt das Ziel des Insolvenzplans und dient der Information der Beteiligten (§ 220 InsO). Er benennt die zu erbringenden Leistungen vom Unternehmen sowie anderer Beteiligter, beispielsweise den Gläubigern oder Arbeitnehmern. Anhand einer präzisen Ist-Analyse wird im Rahmen des darstellenden Teils eine solide Planrechnung entwickelt. Diese umfasst in der Regel die drei folgenden Jahre nach Beendigung des Insolvenzverfahrens. Ebenso müssen etwaige  Alternativen zum Insolvenzplan aufgezeigt werden. Hierbei ist die beabsichtigte Sanierung auch mit den Folgen einer Regelinsolvenz zu vergleichen. Der darstellende Teil soll den Gläubigern eine Entscheidung über die Zustimmung zum Plan ermöglichen.

### Gestaltender Teil
Im gestaltenden Teil des Insolvenzplans wird geregelt, wie konkret die Rechtsstellung der Beteiligten durch den Plan geändert werden soll (§ 221 InsO).  Nach § 254 Abs. 1 InsO treten mit der Rechtskraft der Bestätigung des Insolvenzplans die im gestaltenden Teil festgelegten Regelungen für und gegen alle Beteiligten ein. Dies gilt auch für Insolvenzgläubiger, die ihre Forderung nicht angemeldet haben oder für Beteiligte, die dem Insolvenzplan widersprochen haben (§ 254b InsO). Nach § 257 InsO kann aus dem Insolvenzplan auch gegen den Schuldner vollstreckt werden. Daher müssen die Erklärungen im gestaltenden Teil hinreichend bestimmt sein.

### Plananlagen
Sieht der Insolvenzplan vor, dass die Gläubiger aus künftigen Erträgen Zahlungen erhalten sollen, so sind dem Insolvenzplan gemäß § 229 InsO als obligatorische Anlagen eine Vermögensübersicht sowie ein Ertrags- und Finanzplan für den maßgeblichen Zeitraum beizufügen.
Weitere zwingende Plananlagen sind in den entsprechenden Fällen folgende Erklärungen:
- sofern ein nicht vom Schuldner vorgelegter Insolvenzplan die Fortführung des Unternehmens durch den Schuldner vorsieht und der Schuldner eine natürliche Person oder eine Personengesellschaft ist, eine Erklärung des Schuldners bzw. des persönlich haftenden Gesellschafters, dass er zur Fortführung des Unternehmens bereit ist (§ 230 Abs. 1 InsO);
- im Fall eines Debt-Equity-Swaps die zustimmende Erklärung jedes Gläubigers, der Anteilsrechte übernehmen soll (§ 230 Abs. 2 InsO);
- bei Übernahme von Verpflichtungen von Seiten Dritter dessen Erklärung (§ 230 Abs. 3 InsO).

Darüber hinaus kommen in vielen Fällen fakultative Anlagen zum Insolvenzplan in Betracht, z. B. Rechenwerke, auf die der Darstellende Teil verweist, Aufstellungen der Gläubigerforderungen unter Nutzung der Daten der Insolvenztabelle u. ä.

## Ziel und Anwendungsgebiete
Die Regelungen zum Insolvenzplan greifen für Unternehmen und Verbraucher. Das Ziel des Insolvenzplans bei Unternehmen ist es, dieses durch eine Sanierung zu stabilisieren und fortzuführen. Im Rahmen des Insolvenzplans verzichten die Gläubiger auf Teile ihrer Forderungen mit der Erwartungshaltung an eine zukünftige Bedienung aller Forderungen durch das Unternehmen. Der Insolvenzplan ist das insolvenzrechtliche Instrument zur finanzwirtschaftlichen Sanierung von Unternehmen und zur Bereinigung einer bilanziellen Überschuldung. Der Insolvenzplan ermöglicht in der Praxis auch eine Durchsetzung von Forderungsverzichten gegen den Willen einzelner Gläubiger. Der Insolvenzplan spielt in der Praxis vor allem in Fällen der Eigenverwaltung (einschließlich der Sonderkonstellation des Schutzschirmverfahrens) eine Rolle.
Seit einer Reform der Insolvenzordnung 2014 ist die Einreichung eines Insolvenzplans auch für Verbraucher zulässig. Dadurch wird eine erleichterte und beschleunigte Beendigung des Insolvenzverfahrens ermöglicht. Der Insolvenzplan für Verbraucher bietet die Möglichkeit, das Insolvenzverfahren abzukürzen und in einem Zeitraum von 3 bis 6 Monaten die Restschuldbefreiung zu erreichen. Zudem ermöglicht der Insolvenzplan auch eine Befreiung von solchen Schulden, die von einer Restschuldbefreiung gesetzlich ausgenommen wären, zum Beispiel von Forderungen aus vorsätzlich begangenen unerlaubten Handlungen.